# Ріпецький Теодор
Ріпецький Теодор (1861, Самбір — 15 січня 1901, там само) — український громадський і церковний діяч у Самборі, греко-католицький священник. Батько Всеволода Ріпецького, Мирослава Ріпецького, Олександра Ріпецького та Степана Ріпецького.
Засновник і директор товариства виробу й продажу церковних речей «Ризниця», Інституту-приюту для вдів і сиріт по свящянниках.
Автор праць історичного і релігійного змісту, зокрема:
- «Илюстрованная народная история Руси» (1890),
- «Вибрані життя святих» (1890),
- «Господні і Богородичні празники» (2 ч.) та ін.